# Ana Perez Box
Ana Perez Box (* 29. Dezember 1995 in Alicante) ist eine spanische Judoka. Sie war 2021 Weltmeisterschaftszweite im Halbleichtgewicht, der Gewichtsklasse bis 52 Kilogramm.

## Sportliche Karriere
Ana Perez Box war 2015 Zweite bei den Europameisterschaften der Studierenden und Fünfte der U23-Europameisterschaften. Im Jahr darauf gewann sie den spanischen Meistertitel und war Siebte bei den U23-Europameisterschaften. 2017 gewann sie eine Bronzemedaille bei den U23-Europameisterschaften. 2018 belegte sie den fünften Platz bei den Mittelmeerspielen in Tarragona. Bei den Europameisterschaften 2019 schied sie in ihrem Auftaktkampf gegen die Polin Karolina Pieńkowska aus. Zwei Monate später gewann sie ihre ersten beiden Kämpfe bei den Weltmeisterschaften 2019 in Tokio, bevor sie im Achtelfinale gegen die Portugiesin Joana Ramos verlor.
Nach einer Kampfpause wegen der COVID-19-Pandemie erreichte Ana Perez Box bei den Europameisterschaften 2020 das Halbfinale. Nach Niederlagen gegen die Rumänin Andreea Chițu und gegen die Belgierin Charline Van Snick belegte Perez Box den fünften Platz. Auch bei den Europameisterschaften 2021 erreichte die Spanierin das Halbfinale. Sie verlor gegen die Französin Amandine Buchard und im Kampf um Bronze gegen die Ungarin Réka Pupp. Anderthalb Monate später bei den Weltmeisterschaften in Budapest bezwang Ana Perez Box im Halbfinale die Schweizerin Fabienne Kocher. Im Finale verlor sie gegen die Japanerin Ai Shishime. Weitere anderthalb Monate später unterlag sie in ihrem ersten Kampf bei den Olympischen Spielen in Tokio der Schweizerin Fabienne Kocher.
2022 gewann sie eine Bronzemedaille bei den Mittelmeerspielen in Oran.